# Crystian Souza Carvalho
Crystian Souza Carvalho, meglio noto come Crystian (Goiânia, 10 giugno 1992), è un calciatore brasiliano, difensore del Porto Velho.

## Palmarès

### Club

#### Competizioni statali
- Campionato paulista: 2

Santos: 2011, 2012

#### Competizioni internazionali
- Coppa Libertadores: 1

Santos: 2011